# Volvo ES90
Volvo ES90 (кодовое обозначение — V551) — полноразмерный электромобиль, выпускающийся с 2025 года шведской компанией Volvo Cars.

## Описание
Volvo ES90 дебютировал 5 марта 2025 года. Автомобиль базируется на платформе SPA2, на которой также базируются Volvo EX90 и Lotus Eletre.
Volvo ES90 оснащён двумя процессорами NVIDIA DRIVE AGX Tegra Orin, обеспечивающими около 508 триллионов операций в секунду (TOPS). Благодаря такому высокому уровню вычислительной мощности можно управлять такими функциями, как активная безопасность на основе ИИ, автомобильные датчики и эффективное управление аккумулятором.
Вышеупомянутый основной компьютер позволяет использовать модель машинного обучения с 200 миллионами параметров. Это направлено на повышение качества обслуживания клиентов и уровня безопасности.
После EX90, ES90 является вторым автомобилем Volvo, основанным на технологическом стеке Superset. Этот стек обеспечивает эффективное беспроводное обновление, расширяя возможности подключения, улучшая безопасность и общую производительность автомобиля.
Также имеется усовершенствованный набор датчиков, включая один лидар, пять радаров, семь камер и двенадцать ультразвуковых датчиков, а также усовершенствованная система мониторинга водителя. Эти системы предназначаются для обнаружения препятствий и активации превентивных мер безопасности, таких как предотвращение столкновений, даже в темноте.